# Maurizio Bianchi
Maurizio Bianchi, spesso abbreviato nell'acronimo M.B., ed anche conosciuto per i progetti paralleli chiamati Sacher-Pelz e Leibstandarte SS MB, (Pomponesco, 4 dicembre 1955), è un musicista italiano inscrivibile nell'ambito di generi di musica elettronica sperimentale come la power electronics o il rumorismo. Importante fu anche il suo lavoro di critico e commentatore musicale, che lo vide attivo tra la fine degli anni '70 e l'inizio degli '80 con una delle prime rubriche italiane sulla musica sperimentale ed industriale nelle riviste Mucchio Selvaggio, Rockerilla e Buscadero. Il suo album Mectpyo Bakterium è presente nella lista dei 100 migliori album italiani secondo Rolling Stones alla posizione numero 99.

## Biografia

### Infanzia e adolescenza
Maurizio Bianchi nacque a Pomponesco nel 1955, al primo piano di una modesta casa di paese situata in via Fratelli Cantoni, 3. Nel 1961, per ragioni economiche, la sua famiglia si trasferì a Milano, in viale dei Mille, 3, e successivamente a partire dall'aprile del 1966, nell'abitazione di via Tiziano, 13, dove Maurizio crebbe.

### 1976-1980: Sacher-Pelz, tra musica concreta e sperimentazioni elettroacustiche
Originariamente influenzato dalla musica concreta e dalle sperimentazioni elettroacustiche, Maurizio Bianchi iniziò la sua produzione musicale verso la fine degli anni '70 con lo pseudonimo di Sacher-Pelz e a cavallo fra il 1979 e il 1980 realizza alcuni lavori su musicassetta: Cainus, Venus, Cease To Exist e Velours (poi ristampati nel box Mutation for a continuity).

### 1980-1982: MB e la prima scena industriale
Nel 1980, con lo pseudonimo M.B. si immerge completamente nella corrente radical-sperimentale della musica industriale, in un percorso dal forte carattere ruvido, rumorista ed isolazionista tipico delle sonorità più spiccatamente power electronics. Sono del 1980 le prime tre cassette autoprodotte i cui i titoli sono Mectpyo Blut, Fetish Tape, Gene P, Atomic Tape, Cold Tape Voyeur Tape, Industrial Tape e N H [Nevro / Hydra]. Nelle composizioni di questo periodo MB utilizza sonorità rallentate fino alla stasi, con pause e nuovi lenti inizi, in contrapposizione con la frenesia del quotidiano. Su questa linea, emblematico è il lavoro dal titolo Industrial Tape, composto da materiali sonori in continua ripetizione, spesso minimali che sostituiscono i riff chitarristici della musica rock, circondandoli da piani rumoristico-industriali.
Dopo un cospicuo numero di cassette, formato di produzione che lo accompagnerà con numerosissime uscite per tutto questo primo periodo, nel 1981 William Bennett, membro dei Whitehouse e mente dell'etichetta britannica Come Organisation, offre a Maurizio Bianchi un contratto discografico che viene firmato incondizionatamente. Il contratto era basato su una specie di contratto scherzo stipulato da Steven Stapleton dei Nurse With Wound e prevedeva l'assunzione di tutti diritti sul lavoro di Bianchi. Esce così il primo album su vinile di Maurizio Bianchi con il titolo Triumph of the Will pubblicato con lo pseudonimo Leibstandarte SS MB, che da un'idea di Bennett era preso a prestito dalle famigerate SS, corpo paramilitare preposto alla guardia personale di Adolf Hitler. L'anno successivo, con lo stesso pseudonimo la Come org gli produsse Weltanschauung, album che lo stesso MB disconobbe a causa delle numerose manomissioni della produzione ed in particolare gli inserti di discorsi di Hitler che sovrastano i piani sonori, decretando così anche la fine della collaborazione con l'etichetta di Bennett.
Sempre di questo periodo sono poi le collaborazioni con Vittore Baroni, che su questi progetti si muoveva con lo pseudonimo di Lieutenant Murnau, con cui fece gli album Techno-logy e I Should Be Used Only Once. Appaiono qui evidenti le distanze poetiche tra i due, in una miscela che somma l'attitudine di matrice concreta del nostro, all'approccio più legato al cut-up di Baroni con risultati interessanti per la radicalità dell'operazione.
Nel frattempo uscirono poi altre produzioni a nome MB. Symphony for a genocide datato ancora 1981 ed edito dalla Sterile records di proprietà dei due Nocturnal Emissions Nigel Ayers e Caroline K, fu secondo Antonello Cresti l'album che getta le basi per una personalissima sintassi compositiva nella struttura, nelle sonorità e nelle tematiche trattate, che influenzerà poi tutta una schiera di "rumoristi da scantinato". Organizzato come un concept album sulle atrocità dei campi di sterminio nazisti, questo che ad oggi è il lavoro più conosciuto di Maurizio Bianchi, si sviluppa attraverso i titoli che rimandano ai nomi dei lager polacchi incanalando piani sonori caotici e stridenti in un ritmo regolare che, secondo Marcello Ambrosini, rimandano alla metodicità ed alla ripetitività del lavoro nei campi di concentramento.

### 1982-1984: Dalla musica bionica alla scoperta di Geova
Se nei dischi precedenti MB si era immerso totalmente nei temi caustici e dissacranti tipici della musica industriale, intorno al 1982 inizia ad elaborare uno stile compositivo nuovo ed a prendere le distanze, seppur in modo ondivago, da quelle sonorità. È di quell'anno infatti il suo album Mectpyo Bakterium edito dalla DYS, per cui coniò il termine di "musica bionica", definendo così le sue opere più minimaliste in cui abbandona l'estetica del rumore per compiere un percorso in sonorità elettroniche fatte di paesaggi di frequenze sonore profonde e prolungate, da cui scaturiscono melodie ed elettroniche di vario tipo. Se nelle opere precedenti a Mectpyo Bakterium vi era quindi la necessità di far deflagrare i confini fisici e psicologici imposti, album come Neuro Habitat, Menses e Regal propongono sonorità che implodono e collassano. In Das Testament (1983) invece MB presenta un lungo brano per ogni lato, composto da spazi minimali e vuoti attraversati da profondi echi sonori. Il successivo The plain truth è stato definito il suo lavoro maggiormente intriso di sonorità ambientali della musica cosmica.
Con l'apocalittico Armaghedon del 1984 MB smise di comporre, e decise di aderire ai Testimoni di Geova.

### 1997: Il secondo periodo di produzione
Al declinare del 1997, incoraggiato da Emanuele Carcano della Alga Marghen, è ritornato sulle scene "underground" approntando molti progetti sia come solista che in collaborazione con altri artisti nazionali (Giuseppe Verticchio/NIMH, Arnaldo Pontis e Corrado Altieri/TH26, Davide Femia/MDT, Saverio Evangelista, Emanuela De Angelis, Matteo "Hue" Uggeri /Sparkle in Grey e Luca Bergero/Fhievel, Marco Corbelli/Atrax Morgue, Claudio Rocchetti, Cristiano Luciani/Cris X, Eugenio Maggi/Crìa Cuervos, Patrizia Oliva, Andrea "Ics" Ferraris, Alessandro Bosello/Dedali) ed internazionali (Klaus e Danijela Jochim/Telepherique, Sandro Kaiser/Frequency In Cycles Per Second, Akifumi Nakajima/Aube, David van Ravesteijn/Land Use, Siegmar Fricke, Nobu Kasahara e Hitoshi Kojo, Maor Appelbaum, Craig Hilton, Phil Julian/Cheapmachines, Francisco López, Jan-M. Iversen). Inizialmente Bianchi ha intrapreso un genere più meditativo con la trilogia Colori, First day/Last day e Dates, ma poi gradatamente è ritornato alle sue origini più sperimentali e radicali con Mind us trial (EEs'T), Blut und nebel (Slaughter Productions), Elisionem (Klanggalerie) e Spiritualis (Kubitsuri Tapes). Spiccato è il suo orientamento 'spirituale' nel recente Aeternum Aevum (Peripheral Records).
Il 19 agosto 2009 ha preso la decisione di interrompere nuovamente ed in maniera definitiva la propria attività musicale. Con un comunicato a tutti i numerorisissimi musicisti con i quali ha negli ultimi anni lavorato ha dichiarato che "per motivi strettamente personali" ha deciso di smettere di fare musica. Attualmente si sta dedicando alla riedizione di molti fra i suoi primi lavori ormai diventati una rarità da collezionisti.

### 2013: il terzo periodo di produzione
Nel 2013 tuttavia, ritorna in attività: collabora con Magnetica Ars Lab (nuovo progetto di Arnaldo Pontis, membro di gruppi quali Machina Amniotica e TH26, con cui MB aveva collaborato in precedenza) alla realizzazione di un lavoro dedicato a Kandinsky dal titolo "LoopKlangeNoise" edito dalla Final Muzik di Udine in una limited edition DVD+Book.
Nello stesso anno Maurizio Bianchi collabora anche con Der Bekannte Post Industrielle Trompeter alla realizzazione dell'album Isometrie Sonore, pubblicato in LP da Arte Nel Rumore.
Il 7 settembre 2024, nell'ambito dell'antologica sonora MB Estate curata a Bologna da Megadue/Sonic Belligeranza, Bianchi concede a sorpresa la sua prima apparizione pubblica in assoluto per un talk moderato da Ossydiana Speri.

## Discografia

### Discografia come Sacher-Pelz

#### Album
- 1979 - Cainus (MC)
- 1979 - Venus (MC)
- 1979 - Cease to Exist (MC)
- 1980 - Velours (MC)
- 2001 - Mutation For A Continuity (Marquis Records, 4xCD)
- 2006 - Clerzphase (Stridulum Recordings, CD-R)
- 2007 - In Hoc Urbia Miazi (Old Europa Cafe, CD)
- 2009 - Hibakusha (CPS, CD-R) con Amun Cell
- 2015 - Neutropenia (Custom Body Records, MC) con Suction Melena

### Discografia come Leibstandarte SS MB
- 1981 - Triumph of the Will (Come Org, LP)
- 1982 - Weltanschauung (Come Org, LP)

### Discografia come MB e Maurizio Bianchi
- 1980 - Mectpyo Blut, (Cassetta, Mectpyo Sounds)
- 1980 - Gene P, (Cassetta, autoproduzione)
- 1980 - Atomique Tape, (Cassetta, autoproduzione)
- 1980 - Cold Tape, (Cassetta, YHR)
- 1980 - Voyeur Tape, (Cassetta, YHR)
- 1980 - Industrial Tape, (Cassetta, autoproduzione)
- 1980 - NH/HN, (Cassetta, autoproduzione)
- 1980 - I.B.M., (Cassetta, autoproduzione)
- 1980 - Computers S.p.A., (Cassetta, autoproduzione)
- 1980 - Com. SA, (Cassetta, Mectpyo Sounds)
- 1980 - Dicembre 1980, (Cassetta, autoproduzione)
- 1981 - Technology, (Cassetta, Mectpyo Sounds) - (anche su doppia cassetta con il titolo di "Technology I + II"), 2018 (2LP, Rotorelief)
- 1981 - Symphony For A Genocide, (LP, Sterile), 2015 (LP, Rotorelief)
- 1982 - Menses, (LP, Mectpyo Sounds)
- 1982 - Neuro Habitat / Mörder Unter Uns, (LP, Mectpyo Sounds), 2014 (LP, Rotorelief)
- 1982 - Regel, (LP, Mectpyo Sounds)
- 1982 - Mectpyo Bakterium, (LP, DYS)
- 1983 - Aktivitat, (Cassetta, Tegal Records), 2017 (LP, Rotorelief)
- 1983 - Das Testament, (LP, Mectpyo Sounds)
- 1983 - S.F.A.G, 81, (Cassetta, Broken Flag)
- 1983 - The Plain Truth, (LP, Broken Flag)
- 1983 - Endometrio, (LP, Mectpyo Sounds)
- 1983 - Carcinosi, (LP, Mectpyo Sounds)
- 1984 - Armaghedon, (LP, Mectpyo Sounds)
- 1992 - Industrial Murder / Menstrual Bleeding, (LP, Banned Production)
- 1998 - Colori, (CD, EEs'T Records)
- 1999 - First Day Last Day, (CD, EEs'T Records)
- 2001 - Dates, (CD, EEs'T Records)
- 2002 - Frammenti, (CD, EEs'T Records)
- 2003 - Antarctic Mosaic, (CD, EEs'T Records)
- 2003 - Maurizio Bianchi Plays The Clockwork Orange, (LP, Marquis Records)
- 2004 - Cycles, (CD, EEs'T Records)
- 2005 - A M. B. Iehn Tale, (CD, Small Voices)
- 2005 - Mind Us Trial, (2CD, EEs'T Records)
- 2005 - M. I. Nheem Alysm, (CD, Silentes)
- 2005 - Dead Colours, (CD, Silentes)
- 2005 - Niddah Emmhna, (CD, Silentes)
- 2006 - Mokushi XVI, XVI, (MP3, Mirakelmusik)
- 2006 - Blut Und Nebel, (CD, Slaughter Productions)
- 2006 - The Testamentary Corridor, (CD, Silentes)
- 2006 - 603...Annus Mundi, (MP3, Sinewaves)
- 2006 - Men's True Hated, (CD, Menstrualrecordings)
- 2006 - Carcimetrio, (CD-R, Simple Logic)
- 2006 - Escape to Bela-Zoar, (CD, L. White)
- 2006 - R. C. E., (CD-R, Simple Logic)
- 2006 - Genocidio 20, (CD-R, w.m.o/r)
- 2006 - The Testamentary Corridor, (CD, Silentes)
- 2006 - Konkrete Klaenge, (MP3, Radical Matters)
- 2006 - Elisionem, (CD, Klanggalerie)
- 2006 - Nevrobatterio, (CD-R, Authorised Version)
- 2007 - Muitnelis, (CD-R, Tibprod)
- 2007 - The Industrious Tubal-Cain, (CD-R, Shasha)
- 2007 - Das Platinzeitalter, (CD, Incunabulum)
- 2007 - Menstruum Regles, (CD, Silentes)
- 2007 - Aybasi, (Compact Cassette, Young Girls Records)
- 2007 - The Self-portrait of M. B., (CD, Silentes)
- 2007 - Avaddohn, (CD-R, Transmit)
- 2007 - Zyklusters, (CD-R, Lona Records)
- 2007 - Spiritualis, (CD, Kubitsuri Tapes Int.l)
- 2008 - The Valley Of Deep Shadow, (CD, Menstrualrecordings)
- 2008 - Atholgog, 3" (CD-R, Stridulum Recordings)
- 2008 - Akoustikoriginem, (CD-R, Lona Records)
- 2009 - Dekadenz, (CD-R, Young Girls Records)
- 2009 - Inexistence, (CD, Cold Current)
- 2009 - Persecutionem, (LP, Rotorelief)
- 2009 - Habitats, (CD, Kubitsuri Tapes Int.l)
- 2009 - Ludium, (CD, Silentes)
- 2009 - March-Ex, (CD-R, Lona Records)
- 2013 - Weltanschauung, (LP, Rotorelief)
- 2014 - M.U.U.N.H., (CD-R, Custom Body Records)
- 2015 - Pavimo, (CD-R, Nostress Netlabel)

### Collaborazioni
- 2003 - Chaotische Fraktale, (CD-R, CPS, con Frequency In Cycles Per Second)
- 2004 - Letzte Technologie, (CD-R, CPS, con Frequency In Cycles Per Second)
- 2004 - Zehn Tage/Touka, (CD, Afe, con Telepherique)
- 2005 - Final Signal, (CD, CPS, con Frequency In Cycles Per Second)
- 2005 - Junkyo, (CD, Noctovision, con Aube)
- 2005 - Mectpyo Saisei, (CD, Para Disc, con Aube)
- 2005 - Psychoneurose, (CD, Manifold, con Land Use)
- 2005 - Secluded Truths, (CD, Silentes, con NIMH)
- 2005 - Together's Symphony, (CD, Silentes, con NIMH)
- 2006 - Arkaeo Planum, (CD, Small Voices, con TH26)
- 2006 - The House Of Mourning, (CD, Radiotarab/Coldcurrent, con Telepherique)
- 2006 - Endokraniosis, (CD-R, Tibprod, con Siegmar Fricke)
- 2006 - Genologic Technocide, (CD-R, Spatter/Pagan Moon, con MDT)
- 2006 - The Epidemic Symphony No. 9, (CD, Octpia, con Nobu Kasahara e Hitoshi Kojo)
- 2006 - Stroma-Konkret, (CD, Monochrome Vision, con Siegmar Fricke)
- 2006 - Environmental Meditations, (CD, Topheth Prophet, con Maor Appelbaum)
- 2007 - Regolelettroniche, (CD, Baskaru, con Emanuela de Angelis)
- 2007 - Micromal Sonorities, (CD, Artecnico Inc., con Saverio Evangelista)
- 2007 - Psalmodiam, (CD-R, Menstrualrecordings, con MDT)
- 2007 - Chaotische Fraktale/Letzte Technologie, (2xCD, Silentes, con F.I.C.P.S.)
- 2007 - Neural Frequencies, 3" (CD, Steinklang Industries, con Land Use)
- 2007 - Electrostatic Deflection, (CD, Silentes, con Mayor Appelbaum)
- 2007 - Der Abgrund, (CD, Silentes, con Frequency In Cycles Per Second)
- 2007 - Erimos, (CD, Digitalis Industries, con Hue e Fhievel)
- 2007 - Nefelodhis, (CD, Cold Current, con Sparkle in Grey)
- 2007 - PU 94, (CD-R, Simple Logic, con Craig Hilton)
- 2007 - Primordium, (CD-R, The Eastern Front, con Siegmar Fricke)
- 2007 - TSE-K, (LP, Small Voices, con Land Use)
- 2008 - Paradoxos, (CD-R, Tibprod, con Cheapmachines)
- 2008 - M. Plus T., (CD, Silentes, con Atrax Morgue)
- 2008 - Alienation, (CD, Final Muzik, con Claudio Rocchetti)
- 2008 - Innervation, (CD-R, Afe, con Maor Appelbaum)
- 2009 - Makrokosmikro, (CD-R, Menstrualrecordings, con Siegmar Fricke)
- 2009 - Azazel, (CD, Silentes, con Crìa Cuervos)
- 2009 - Mene Teqel Farsin, (CD, Silentes, con Maor Appelbaum)
- 2009 - Kapnos, (CD, Afe/Grey Sparkle/ctrl+alt+canc, di Meerkat (MB cura solamente le note di copertina))
- 2009 - Invocalizations, (CD-R, Menstrualrecordings, con Patrizia Oliva)
- 2010 - MB/Maurizio Bianchi/Cris X "Heczplaser/Black pulse", (Split LP, CX Records)
- 2012 - Abitacolo Ostile (2006-2011), (CD, Privileged to Fail, con (etre))
- 2013 - Zyklusters - Structural Sessions, (2xCD-Rom,, Split Maurizio Bianchi/Le Cose Bianche (L.C.B.), Custom Body Records.Makadam)
- 2013 - Isometrie Sonore, (Vinile 12", Maurizio Bianchi, Massimo Croce, Xxena, D.B.P.I.T., coproduttore ozky e-sound, Arte Nel Rumore & Dischi Gatto Alieno)
- 2013 - Artemisio, (Cassetta, Maurizio Bianchi, Massimo Croce, Xxena, D.B.P.I.T., coproduttore ozky e-sound, Arte Nel Rumore & Dischi Gatto Alieno)
- 2013 - M.B + Icydawn "Ignea Occasum Solis", (CD-R, Ltd, Num, Show Me Your Wounds Production ( S.M.Y.W. Prod ), LESION # 0015)
- 2013 - LoopKlangeNoise - Verses without the words, Magnetica Ars Lab/Arnaldo Pontis - Maurizio Bianchi M.B.  (CD + Booklet limited edition, Final Muzik)
- 2013 - Concredrones - (CD Korm Plastics – kp 3055, lim.ed. 200 copie con Sostrah Tinnitus)
- 2014 - Zyklusters - Structural Sessions, (CD, Split Maurizio Bianchi/Le Cose Bianche (L.C.B.), Naked Lunch Records)
- 2014 - Brain Meat, (CD, Final Muzik, con Le Cose Bianche (L.C.B.)
- 2016 - The Last Technocide, (CD, Old Europa Cafe, con Le Cose Bianche (L.C.B.)
- 2016 - Cryogenic Dispersal, (CD Nostress Netlabel, con Paolino Canzoneri)
- 2018 - Mind Flesh, (Cassetta, Advaita Records, con Le Cose Bianche (L.C.B.)

|  |